# Ivor Novello
Ivor Novello, al secolo David Ivor Davies (Cardiff, 15 gennaio 1893 – Londra, 6 marzo 1951), è stato un attore, compositore e sceneggiatore gallese, molto conosciuto nel periodo del muto.

## Biografia
A teatro compose commedie musicali (sovente insieme al paroliere Christopher Hassall), che mise in scena ed interpretò, come cantante e attore, a Londra fra il 1917 e il 1951. Molte di esse vennero portate a Broadway fra il 1923 e il 1936 e furono adattate per il grande schermo. Fu anche sceneggiatore (o co-sceneggiatore) di tre film, tra cui Tarzan l'uomo scimmia (1932), con Johnny Weissmuller e Maureen O'Sullivan.
Al cinema debuttò come attore nel 1919 ne L'Appel du sang, film muto francese di Louis Mercanton, col quale girò l'anno seguente anche Miarka, la fille à l'ourse, al fianco di Réjane et Charles Vanel. Novello reciterà in altre 21 pellicole fino al 1934. I suoi ruoli più importanti li sostenne sotto la direzione di Alfred Hitchcock, regista all'epoca ai suoi esordi: Il pensionante (1927) – di cui interpreterà anche la versione parlata, girata da Maurice Elvey nel 1932 – e Il declino (1927). Il suo primo film americano fu La rosa bianca (1923) di David Wark Griffith.
Il musical The Dancing Years con Novello nel cast, e con musica di sua composizione, arrivò a 969 recite all'Adelphi Theatre di Londra dal 1940.

## Morte
Ivor Novello morì improvvisamente per un attacco di trombosi coronarica all'età di 58 anni, poche ore dopo aver terminato una sua esibizione del King's Rhapsody. Il suo corpo fu cremato e le sue ceneri furono sepolte accanto a un cespuglio di lillà con una placca. Lasciò in eredità beni per un valore di £160,000.

## Famiglia
Nato da una famosa famiglia di artisti di origini italiane, fratello della cantante Marie Novello, era figlio della famosa cantante Clara Novello Davies.

## Memoria

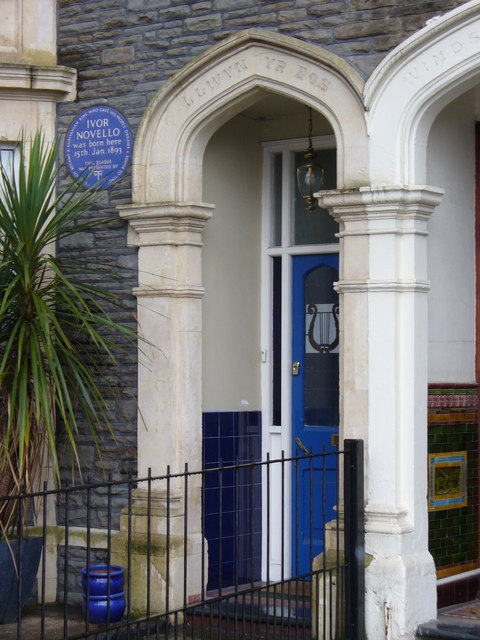
La casa natale di Ivor Novello a Llwyn-yr-Eos, Cowbridge Road East, Cardiff

A Ivor Novello è stato intitolato il premio omonimo, che dal 1955 viene assegnato a compositori e scrittori musicali.
Nel 2002 il regista Robert Altman ne ha fatto un personaggio del suo film Gosford Park, nel quale è stato interpretato dall'attore Jeremy Northam.

## Filmografia parziale

### Attore
- L'Appel du sang, regia di Louis Mercanton (1921)
- Carnival, regia di Harley Knoles (1921)
- Miarka, la fille à l'ourse, regia di Louis Mercanton (1921)
- La ragazza di Boemia (The Bohemian Girl), regia di Harley Knoles (1922)
- The Man Without Desire, regia di Adrian Brunel (1923)
- La rosa bianca (The White Rose), regia di David W. Griffith (1923)
- Bonnie Prince Charlie, regia di Charles Calvert  (1923)
- The Rat, regia di Graham Cutts (1925)
- The Triumph of the Rat, regia di Graham Cutts (1926)
- Il pensionante (The Lodger: A Story of the London Fog), regia di Alfred Hitchcock (1927)
- Il declino (Downhill), regia di Alfred Hitchcock (1927)
- The Gallant Hussar, regia di Géza von Bolváry (1928)
- The Constant Nymph, regia di Adrian Brunel (1928)
- Der fesche Husar, regia di Géza von Bolváry (1928)

### Sceneggiatore
- The Triumph of the Rat, regia di Graham Cutts - personaggi (1926)
- The Rat, regia di Graham Cutts - lavoro teatrale (1926)
- Il declino (Downhill), regia di Alfred Hitchcock - lavoro teatrale  (1927)
- The Return of the Rat, regia di Graham Cutts - personaggi (1929)
- Symphony in Two Flats, regia di Gareth Gundrey - lavoro teatrale (1930)
- Tarzan l'uomo scimmia (Tarzan the Ape Man), regia di W. S. Van Dyke - Dialoghi (1932)